# Chlum nad Berounkou
Chlum ist eine Gemeinde mit 49 Einwohnern (Stand: 1. Januar 2023) in Tschechien. Sie liegt 13 Kilometer nördlich von Zbiroh im  Radnitzer Bergland und gehört zum Okres Rokycany. Die Katasterfläche beträgt 854 ha.

## Geographie
Der Ort befindet sich in 441 m n. m. am südlichen Fuße des Hamouz (470 m) rechtsseitig über dem Berounkatal. Das Steilufer der Berounka im Westen des Dorfs wurde zum Naturreservat Chlumská stráň erklärt. Östlich von Chlum beginnt das Biosphärenreservat Křivoklátsko.
Nachbarorte sind Podmokly und Zvíkovec im Nordosten, Sadky im Osten, Mlečice im Südosten, Prašný Újezd im Süden, Kladruby im Südwesten, Hřešihlavy und Třímany im Westen, Hlince, Ptyč, Dolany und Studená im Nordwesten.

## Geschichte
Die erste schriftliche Erwähnung des Dorfes stammt von 1379. Anhand von Grabhügeln lässt sich eine frühzeitliche Besiedlung aus der Zeit zwischen 700 und 400 v. Chr. belegen.
1850 lebten in dem Dorf 301 Menschen. Seitdem ist die Einwohnerzahl stark gesunken. 1900 waren es 259 und bis 1950 ging sie auf 157 zurück. Dieser Trend hält auch weiter an, da die traditionell dort übliche Landwirtschaft die Bewohner kaum mehr ernährt und die Jugend abwandert, weil Arbeitsplätze fehlen. Bis 1924 war Chlum ein Ortsteil von Zvíkovec.
Die ehemalige Schule wurde als Gemeindeamt und Gasthaus umgebaut. Ein großer Teil der Häuser dient als Feriendomizile Erholungszwecken.

## Ortsgliederung
Für die Gemeinde Chlum sind keine Ortsteile ausgewiesen. Zu Chlum gehören die Güter Sádky und Hamouz sowie eine Ferienhüttensiedlung gegenüber der Lejskův Mlýn an der Einmündung des Baches Radubice in die Berounka. 

## Sehenswürdigkeiten
- Kapelle der Hl. Ludmilla, 1869 im neobarocken Stil errichtet (Nationales Kulturdenkmal)
- Das Naturreservat Chlumská stráň mit einer Fläche von 150 ha ist das älteste Schutzgebiet im Okres Rokycany. Wegen des seltenen Roteibenbestandes wurde es bereits 1933 unter Schutz gestellt. Das Steilufer ist ein guter Aussichtspunkt über das Flusstal
- Kaluppe in Schrotholzbauweise
- Historischer Speicher von 1825
- Christuskreuz
- Steinkreuz